# Bank of China Tower
Bank of China Tower (eller BOC Tower) är en skyskrapa i Hongkong. Byggnaden ritades av arkitekten I.M. Pei och är med sina 305 meter en av världens högsta byggnader. Räknar man med byggnadens två master är höjden hela 367,4 meter. 
Byggnaden har 70 våningar och byggdes 1989. Den ligger nära stationen Central MTR. Bank of China Tower var den högsta byggnaden i Hongkong och Asien 1989-1992 och var den första byggnad utanför USA som var högre än 1000 fot. Det betydde också att byggnaden var den längsta utanför USA från det år den avslutades 1990. Det är nu det tredje högsta skyskrapan i Hongkong, efter Two International Finance Centre och Central Plaza. 

## Kulturella referenser
BOC Tower futuristisk design har gjort den populär i kulturen och det är den enda byggnaden i Hongkong som ingår i dataspelen SimCity 3000 och SimCity 4. Den digitalt ändrade fasaden är med i science fiction TV-serien Star Trek: Voyager som Starfleet "Communications Research Center". Byggnaden ligger längs Emirates Towers i racing spelet Burnout Paradise. 

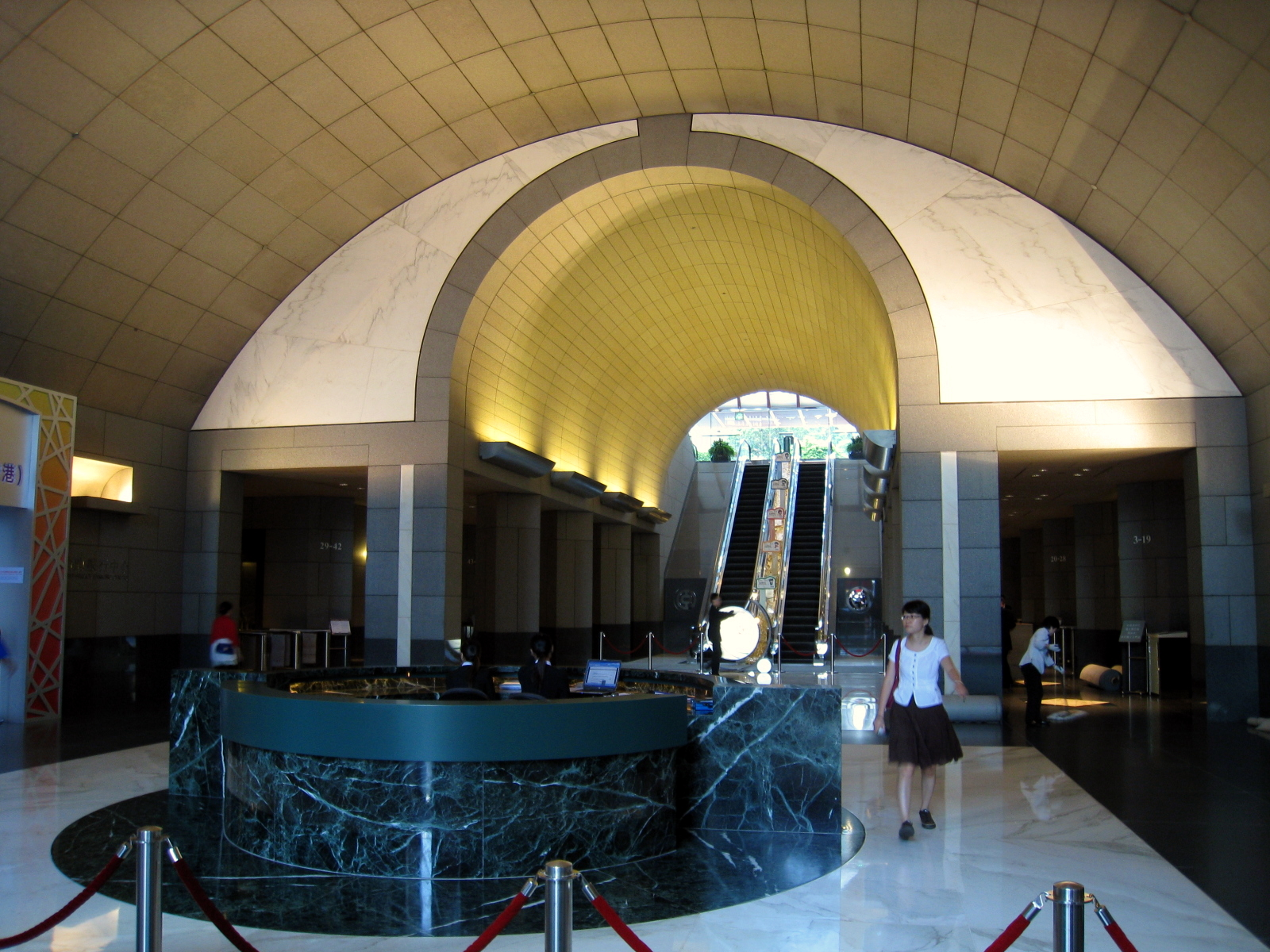
Bottenvåningen
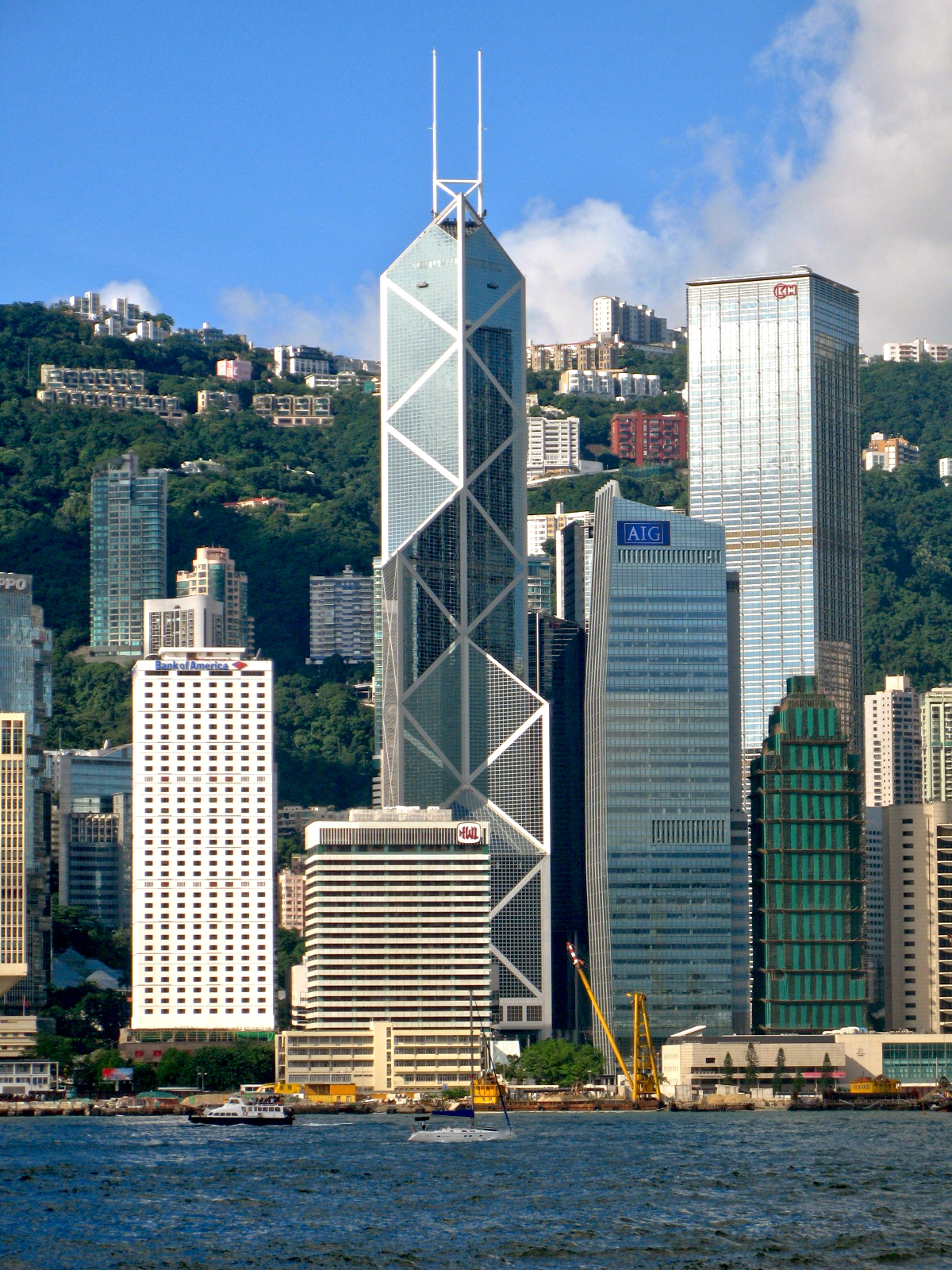
Bank of China på morgonen
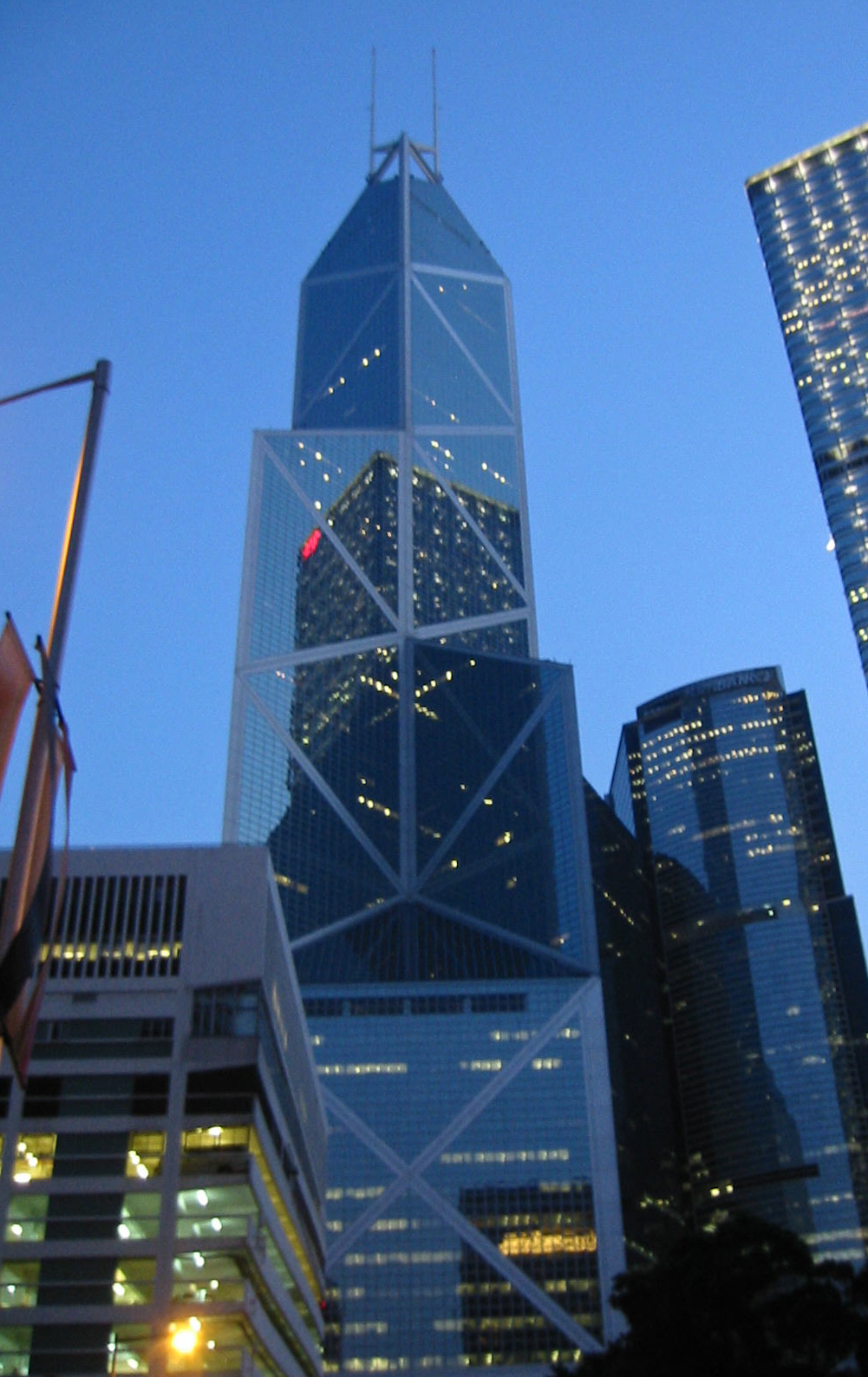
Bank of China kvällstid